# Сонбхадра
Сонбхадра или Сонебхадра (англ. Sonbhadra) — самый большой по площади округ в индийском штате Уттар-Прадеш. Административный центр — город Робертсгандж. Площадь округа — 6788 км². По данным всеиндийской переписи 2001 года население округа составляло 1 463 519 человек. Уровень грамотности взрослого населения составлял 49,22 %, что ниже среднеиндийского уровня (59,5 %).

## Известные уроженцы
- Вартика Джа — индийский танцор, хореограф и актриса.